# Carl August Ferdinand Bolbroe
Carl August Ferdinand Bolbroe (24. listopadu 1833, Aasiaat – 28. října 1878, Qasigiannguit) byl dánsko-grónský inspektor severního Grónska.

## Životopis
Carl August Ferdinand Bolbroe se narodil jako nemanželský syn Dána Poula Georga Lauri(tze) Bolbroeho (1810–1885) a Gróňanky Maren Elisabeth Bibiane Rasmusdatterové (1810–?). Bolbroe začal v Qeqertarsuaqu působit v roce 1855. V roce 1861 byl zaměstnán jako asistent v Kangersuatsiaqu a v roce 1865 byl přeložen do Aasiaatu. V roce 1866 byl jmenován inspektorem pro Severní Grónsko a v roce 1867 ho vystřídal Sophus Theodor Krarup-Smith, kterého pravděpodobně ještě nějakou dobu zastupoval.
Oženil se s Christiane Ottilie Levinsen (1838-1912) 1. května 1861 v Hørsholmu v Dánsku.